# 詹姆斯·福克斯
威廉·福克斯（William Fox，1939年5月19日—），艺名詹姆斯·福克斯（James Fox），是英國的一位演員。他出生在倫敦的一個演員家庭，是演員愛德華·福克斯的弟弟。畢業於紐約州立大學帕齊斯校。